# سلام خداحافظ مامان!
سلام خداحافظ، مامان! (به انگلیسی: !Hi Bye, Mama، به کره‌ای: !하이바이, 마마) یک مجموعهٔ تلویزیونی کره جنوبی سال ۲۰۲۰ با بازیگری کیم ته-هی، لی کیو-هیونگ و گو بو-گیول است. این سریال از ۲۲ فوریه تا ۱۹ آوریل ۲۰۲۰ از تی‌وی‌ان پخش شد.

## خلاصهٔ داستان
چا یو ری (کیم ته-هی) از زمانی که پنج سال پیش در یک حادثه دلخراش درگذشت، شبح بوده‌است. از طریق یک پروژه تناسخ، به او این امکان داده می‌شود که در صورت موفقیت در بازگشت به محل خود ظرف ۴۹ روز، دوباره انسان شود. با این وجود، شوهرش، چو گانگ هوا (لی کیو-هیونگ) اکنون دوباره ازدواج کرده‌است. او حالا باید بین خوشبختی خودش یا همسرش یکی را انتخاب کند.